# Trofeo Maurice Richard

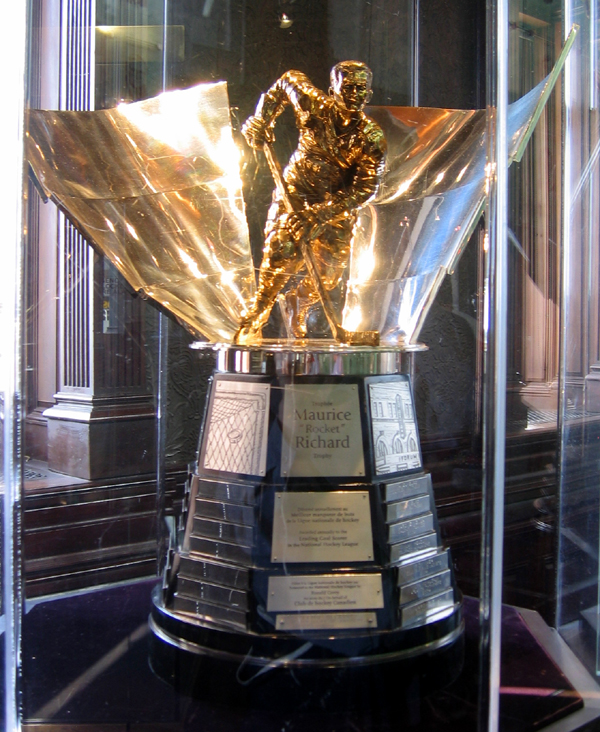
El Trofeo Maurice Richard Trophy en el Salón de la Fama del Hockey.

El Trofeo Maurice 'Rocket' Richard  fue donado por los Montreal Canadiens en la temporada 1998-99 para que sirviera como galardón anual al máximo goleador de la temporada regular de la NHL. 
El trofeo debe su nombre al gran alero derecho estrella de los Canadiens Maurice Richard (1921-2000) quien lideró la clasificación de máximos anotadores de la NHL en cinco ocasiones sin ganar jamás ningún campeonato. En la temporada 1944-45 se convirtió en el primer jugador de la historia en anotar 50 goles en una sola temporada, haciéndolo en sólo 50 partidos.

## Ganadores del trofeo
- 2021-22 (60 goles) - Auston Matthews, Toronto Maple Leafs
- 2020-21 (41 goles) - Auston Matthews, Toronto Maple Leafs
- 2019-20 (48 goles) - Alexander Ovechkin, Washington Capitals; y David Pastrnak, Boston Bruins
- 2018-19 (51 goles) - Alexander Ovechkin, Washington Capitals
- 2017-18 (49 goles) - Alexander Ovechkin, Washington Capitals
- 2016-17 (44 goles) - Sidney Crosby, Pittsburgh Penguins
- 2015-16 (50 goles) - Alexander Ovechkin, Washington Capitals
- 2014-15 (53 goles) - Alexander Ovechkin, Washington Capitals
- 2013-14 (51 goles) - Alexander Ovechkin, Washington Capitals
- 2012-13 (32 goles) - Alexander Ovechkin, Washington Capitals
- 2011-12 (60 goles) - Steven Stamkos, Tampa Bay Lightning
- 2010-11 (50 goles) - Corey Perry, Anaheim Ducks
- 2009-10 (51 goles) - Sidney Crosby, Pittsburgh Penguins; y Steven Stamkos, Tampa Bay Lightning
- 2008-09 (56 goles) - Alexander Ovechkin, Washington Capitals
- 2007-08 (65 goles) - Alexander Ovechkin, Washington Capitals
- 2006-07 (52 goles) - Vincent Lecavalier, Tampa Bay Lightning
- 2005-06 (56 goles) - Jonathan Cheechoo, San Jose Sharks
- 2004-05 - Vacante por huelga de jugadores
- 2003-04 (41 goles) - Jarome Iginla, Calgary Flames; Ilya Kovalchuk, Atlanta Thrashers; y Rick Nash, Columbus Blue Jackets
- 2002-03 (50 goles) - Milan Hejduk, Colorado Avalanche
- 2001-02 (52 goles) - Jarome Iginla, Calgary Flames
- 2000-01 (59 goles) - Pavel Bure, Florida Panthers
- 1999-00 (58 goles) - Pavel Bure, Florida Panthers
- 1998-99 (47 goles) - Teemu Selänne, Mighty Ducks of Anaheim

## Máximos anotadores (antes de instaurarse el trofeo)
- 1997-98 (52 goles) - Peter Bondra, Washington Capitals; Teemu Selänne, Mighty Ducks of Anaheim
- 1996-97 (52 goles) - Keith Tkachuk, Phoenix Coyotes
- 1995-96 (69 goles) - Mario Lemieux, Pittsburgh Penguins
- 1994-95 (34 goles) - Peter Bondra, Washington Capitals
- 1993-94 (60 goles) - Pavel Bure, Vancouver Canucks
- 1992-93 (76 goles) - Alexander Mogilny, Buffalo Sabres; Teemu Selänne, Winnipeg Jets
- 1991-92 (70 goles) - Brett Hull, St. Louis Blues
- 1990-91 (86 goles) - Brett Hull, St. Louis Blues
- 1989-90 (72 goles) - Brett Hull, St. Louis Blues
- 1988-89 (85 goles) - Mario Lemieux, Pittsburgh Penguins
- 1987-88 (70 goles) - Mario Lemieux, Pittsburgh Penguins
- 1986-87 (62 goles) - Wayne Gretzky, Edmonton Oilers
- 1985-86 (68 goles) - Jari Kurri, Edmonton Oilers
- 1984-85 (73 goles) - Wayne Gretzky, Edmonton Oilers
- 1983-84 (87 goles) - Wayne Gretzky, Edmonton Oilers
- 1982-83 (71 goles) - Wayne Gretzky, Edmonton Oilers
- 1981-82 (92 goles) - Wayne Gretzky, Edmonton Oilers
- 1980-81 (68 goles) - Mike Bossy, New York Islanders
- 1979-80 (56 goles) - Blaine Stoughton, Hartford Whalers; Charlie Simmer, Los Angeles Kings; Danny Gare, Buffalo Sabres
- 1978-79 (69 goles) - Mike Bossy, New York Islanders
- 1977-78 (60 goles) - Guy Lafleur, Montreal Canadiens
- 1976-77 (60 goles) - Steve Shutt, Montreal Canadiens
- 1975-76 (61 goles) - Reggie Leach, Philadelphia Flyers
- 1974-75 (61 goles) - Phil Esposito, Boston Bruins
- 1973-74 (68 goles) - Phil Esposito, Boston Bruins
- 1972-73 (55 goles) - Phil Esposito, Boston Bruins
- 1971-72 (66 goles) - Phil Esposito, Boston Bruins
- 1970-71 (76 goles) - Phil Esposito, Boston Bruins
- 1969-70 (43 goles) - Phil Esposito, Boston Bruins
- 1968-69 (58 goles) - Bobby Hull, Chicago Blackhawks
- 1967-68 (44 goles) - Bobby Hull, Chicago Blackhawks
- 1966-67 (52 goles) - Bobby Hull, Chicago Blackhawks
- 1965-66 (54 goles) - Bobby Hull, Chicago Blackhawks
- 1964-65 (42 goles) - Norm Ullman, Detroit Red Wings
- 1963-64 (43 goles) - Bobby Hull, Chicago Blackhawks
- 1962-63 (38 goles) - Gordie Howe, Detroit Red Wings
- 1961-62 (50 goles) - Bobby Hull, Chicago Blackhawks
- 1960-61 (50 goles) - Bernard Geoffrion, Montreal Canadiens
- 1959-60 (39 goles) - Bronco Horvath, Boston Bruins; Bobby Hull, Chicago Blackhawks
- 1958-59 (45 goles) - Jean Beliveau, Montreal Canadiens
- 1957-58 (36 goles) - Dickie Moore, Montreal Canadiens
- 1956-57 (44 goles) - Gordie Howe, Detroit Red Wings
- 1955-56 (47 goles) - Jean Beliveau, Montreal Canadiens
- 1954-55 (38 goles) - Maurice Richard, Montreal Canadiens; Bernard Geoffrion, Montreal Canadiens
- 1953-54 (37 goals) - Maurice Richard, Montreal Canadiens
- 1952-53 (49 goles) - Gordie Howe, Detroit Red Wings
- 1951-52 (47 goles) - Gordie Howe, Detroit Red Wings
- 1950-51 (43 goles) - Gordie Howe, Detroit Red Wings
- 1949-50 (43 goles) - Maurice Richard, Montreal Canadiens
- 1948-49 (28 goles) - Sid Abel, Detroit Red Wings
- 1947-48 (33 goles) - Ted Lindsay, Detroit Red Wings
- 1946-47 (45 goles) - Maurice Richard, Montreal Canadiens
- 1945-46 (37 goles) - Gaye Stewart, Toronto Maple Leafs
- 1944-45 (50 goles) - Maurice Richard, Montreal Canadiens
- 1943-44 (38 goles) - Doug Bentley, Chicago Blackhawks
- 1942-43 (33 goles) - Doug Bentley, Chicago Blackhawks
- 1941-42 (32 goles) - Lynn Patrick, New York Rangers
- 1940-41 (26 goles) - Bryan Hextall, New York Rangers
- 1939-40 (24 goles) - Bryan Hextall, New York Rangers
- 1938-39 (26 goles) - Roy Conacher, Boston Bruins
- 1937-38 (26 goles) - Gordie Drillon, Toronto Maple Leafs
- 1936-37 (23 goles) - Larry Aurie, Detroit Red Wings; Nels Stewart, New York Americans
- 1935-36 (23 goles) - Bill Thoms, Toronto Maple Leafs; Charlie Conacher, Toronto Maple Leafs
- 1934-35 (36 goles) - Charlie Conacher, Toronto Maple Leafs
- 1933-34 (32 goles) - Charlie Conacher, Toronto Maple Leafs
- 1932-33 (28 goles) - Bill Cook, New York Rangers
- 1931-32 (34 goles) - Charlie Conacher, Toronto Maple Leafs
- 1930-31 (31 goles) - Charlie Conacher, Toronto Maple Leafs
- 1929-30 (43 goles) - Ralph Weiland, Boston Bruins
- 1928-29(22 goles) - Ace Bailey, Toronto Maple Leafs
- 1927-28 (33 goles) - Howie Morenz, Montreal Canadiens
- 1926-27 (33 goles) - Bill Cook, New York Rangers
- 1925-26 (34 goles) - Nels Stewart, Montreal Maroons
- 1924-25 (38 goles) - Cecil Dye, Toronto St. Pats
- 1923-24 (22 goles) - Cy Denneny, Ottawa Senators
- 1922-23 (26 goles) - Cecil Dye, Toronto St. Pats
- 1921-22 (32 goles) - Harry Broadbent, Ottawa Senators
- 1920-21 (35 goles) - Cecil Dye, Toronto St. Pats
- 1919-20 (39 goles) - Joe Malone, Quebec Bulldogs
- 1918-19 (23 goles) - Newsy Lalonde, Montreal Canadiens; Odie Cleghorn, Montreal Canadiens
- 1917-18 (44 goles) - Joe Malone, Montreal Canadiens